# Nemastoma moesiacum
Nemastoma moesiacum was een hooiwagen uit de familie aardhooiwagens (Nemastomatidae). Het werd een junior subjectief synoniem van Paranemastoma quadripunctatum in (Perty, 1833). Na 2023 de geldige combinatie is Paranemastoma quadripunctatum (Perty, 1833).